# Противин (Ајова)
Противин (енгл. Protivin) град је у америчкој савезној држави Ајова. По попису становништва из 2010. у њему је живело 283 становника.

## Демографија
Према попису становништва из 2010. у граду је живело 283 становника, што је -34 (-10.7%) становника више него 2000. године.
| Група             | 2000.       | 2010.       |
| Белци             | 316 (99,7%) | 280 (98,9%) |
| Афроамериканци    | 0 (0,0%)    | 0 (0,0%)    |
| Азијати           | 1 (0,3%)    | 1 (0,4%)    |
| Хиспаноамериканци | 0 (0,0%)    | 2 (0,7%)    |
| Укупно            | 317         | 283         |